# Leptoclinium
Leptoclinium, monotipski rod glavočika, dio tribusa Eupatorieae .. Jedina vrsta je L. trichotomum.

## Opis
Rod Leptoclinium uključuje jednu grmoliku vrstu koja je poznata iz jedne zbirke iz države Goias u sjeveroistočnom Brazilu. Sličan je rodovima Pseudobrickellia i Goyazianthus, ali se razlikuje po papusu.

## Sinonimi
- Pseudoclinium Kuntze; Lex. Gen. Phan.: 464 (1903), nom. illeg.